# Bitka kod Halisa
Bitka kod Halisa ili bitka pomrčine odrigrala se 28. svibnja 585. pr. Kr. na rijeci Halis (Kizil u današnjoj Turskoj); između Medijskog Carstva i Lidije. Predstavljala je posljednji okršaj u petogodišnjem sukobu između Alijata II. od Lidije i Kijaksara od Medije, a naglo je prekinuta zahvaljujući potpunoj pomrčini Sunca. Ona je shvaćena kao znamenje, odnosno znak da bogovi žele da se borba prekine.
Budući kako se točni datumi pomrčine mogu precizno izračunati, bitka pomrčine predstavlja jedan od najstarijih povijesnih događaja kojem je poznat točan datum (ovaj račun temelji se na proleptičkom Julijanskom kalendaru).

## Povod
Moderni povjesničari vjeruju kako je rat između Medijskog Carstva i Lidije izbio zbog lidijskih teritorijalnih pretenzija u Maloj Aziji. Ipak, grčki povjesničar Herodot kao povod spominje priču o skitskim lovcima koje je unajmio Kijaksar, te koji su nakon što ih je kralj prekorio zbog neuspjelog lova ubili kraljevog sina i servirali mu ga za večeru. Kada je Kijaksar otkrio taj zločin, lovci su pobjegli u Sard, odakle ih kralj Alijat II. nije htio izručiti Medijcima.

## Posljedice
Nakon što je izbila pomrčina Sunca borbe su zaustavljene, a zaraćene snage sklopile su primirje kojim je određeno da rijeka Halis postane granicom između Medijskog Carstva i Lidije. Također, sklopljen je i diplomatski brak između lidijske princeze Arijene i Kijaksarovog sina Astijaga.

## Pomrčina
Prema Herodotu (I. 74.):
„Šeste godine ratovanja odigrala se bitka u kojoj se dogodilo to kako je u početku borbi dan naglo postao noć. Takvu promjenu Jonjanima je prorekao Tales iz Mileta koji je tvrdio kako će se dogoditi upravo te godine. Međutim, nakon što je dan postao noć Lidijci i Medijci su to protumačili kao da se netko odozgora ljuti na njih, pa su sklopili mir.“
Istraživanja NASA-e dokazala su kako se pomrčina Sunca zaista dogodila 28. svibnja 585. pr. Kr.; potpuna pomrčina se dogodila se na sjeveru Atlantskom oceanu, dok se iznad jugozapadne Anatolije u ranim večernjim satima dogodila djelomična pomrčina.

## Vanjske poveznice
- Bitka kod Halisa (Fouman.com)  Arhivirana inačica izvorne stranice od 18. ožujka 2010. (Wayback Machine)
- G. B. Airy: On the Eclipses of Agathocles, Thales, and Xerxes, Kraljevsko društvo u Londonu, 1853., 143. svezak, str. 179. – 200.
- Alden A. Mosshammer: „Talesova pomrčina“ (Thales' Eclipse), American Philological Association, 1981., 111. svezak, str. 145. – 155.